# Karl Link
Karl Link, född den 27 juli 1942 i Herrenberg, är en tysk velodromcyklist som tog guld i lagförföljelse vid de Olympiska sommarspelen 1964 i Tokyo samt silver i lagförföljelse vid de Olympiska sommarspelen 1968 i Mexico City.